# ディプロカウルス
ディプロカウルス（Diplocaulus）は古生代石炭紀後期からペルム紀の北米に生息していた空椎亜綱ネクトリド目に属する両生類。絶滅種。学名の意味は「2つの突起」。特徴的な椎骨の形からつけられた。

## 特徴
- 頭骨の両脇と頭蓋頂の諸骨が左右に大きく伸張し、幅広の鏃やブーメランを思わせる形態を示していることで知られる。伝統的な復元図ではブーメラン状の頭をしたサンショウウオのように描かれるが、生痕化石からはこの突起は皮膜によって胴体に付着していたことが分かっている。幼体にはこのような特徴はなく、成長に伴って頭骨が横に広がっていった。これが何の役に立っていたのかはよく分かっていないが、「防御用のスパイク」「性的ディスプレイ」「水の流れを捉えて急速で浮上したり水底に張り付くための水中翼」などの説がある。頭部モデルを使った研究では、流体力学的に揚力を得るのに適した形状をしているという。
- 顎の骨にはこのような伸張が見られず普通のサイズとなっている。突起のために顎筋の付着するスペースは小さく、咬む力はかなり弱かったと思われる。
- 尾椎骨の神経弓と血管弓が拡張して、双頭の斧の頭のような対称形を成しており、刃にあたる部分には「パイ皮飾り」と呼ばれる装飾がついている。これによって尾部は平たく、左右によく動くようになり、水中で大きな推進力を発揮できるようになった。
- 頭だけではなく胴体も扁平で、遊泳に適した長い尾と小さな手足を持ち、完全な水生動物だったと推定されている。眼は上方を向いており、おそらく底生の生物だったと考えられる。
- 小さな円錐状の歯を多数持つ。
- 全長60-90cm。頭骨の幅は最大30cmを超える。

## ギャラリー

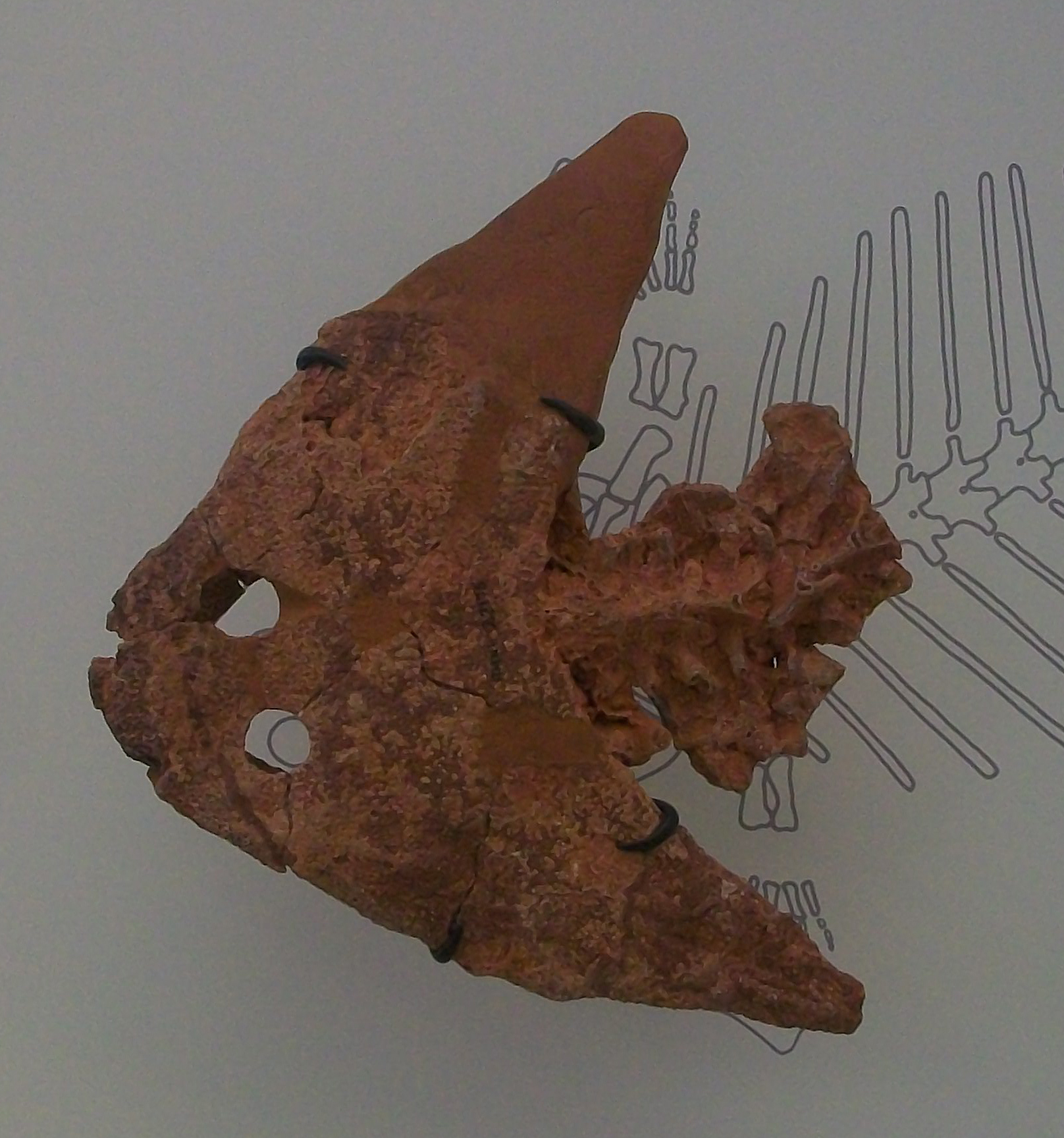
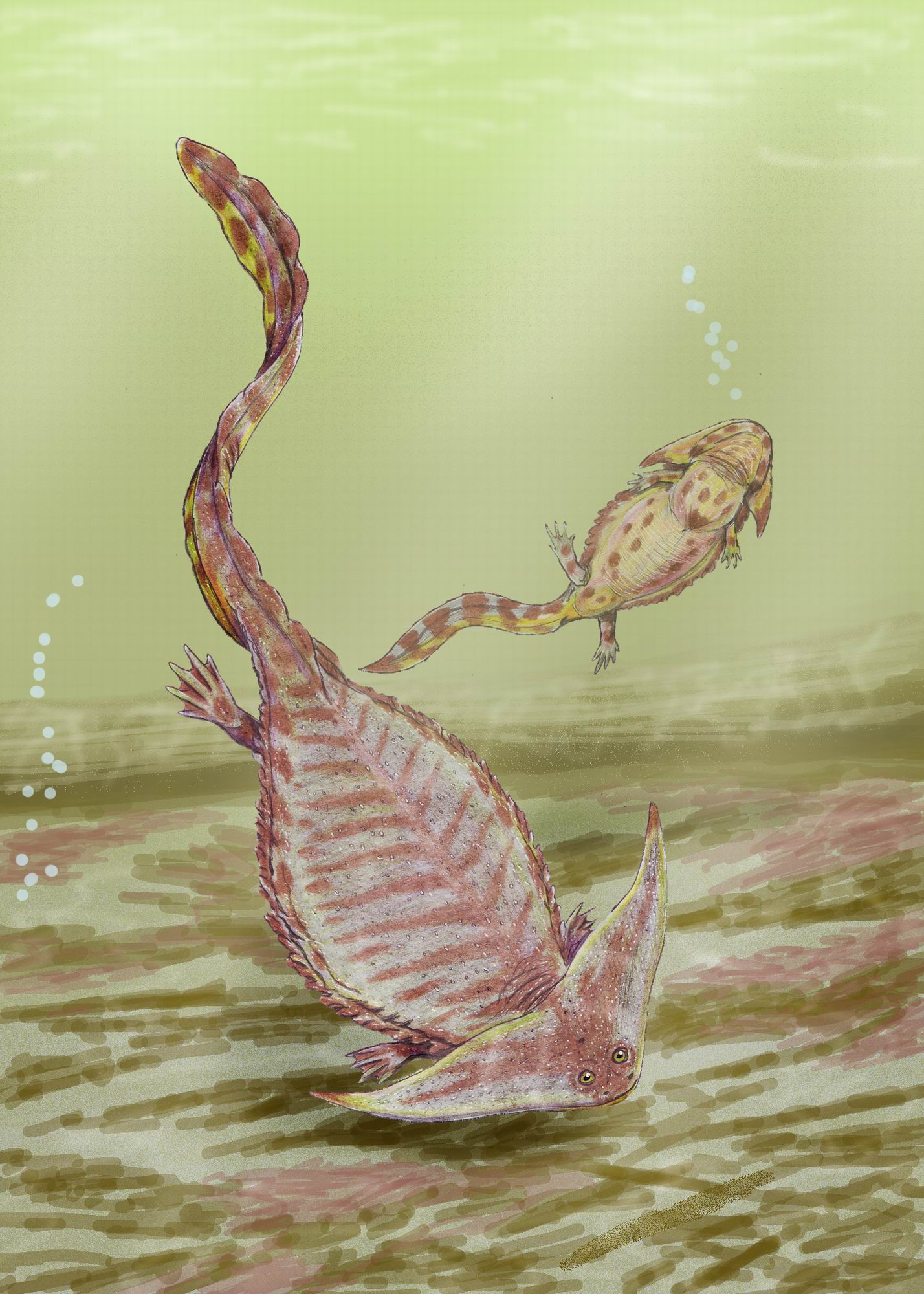
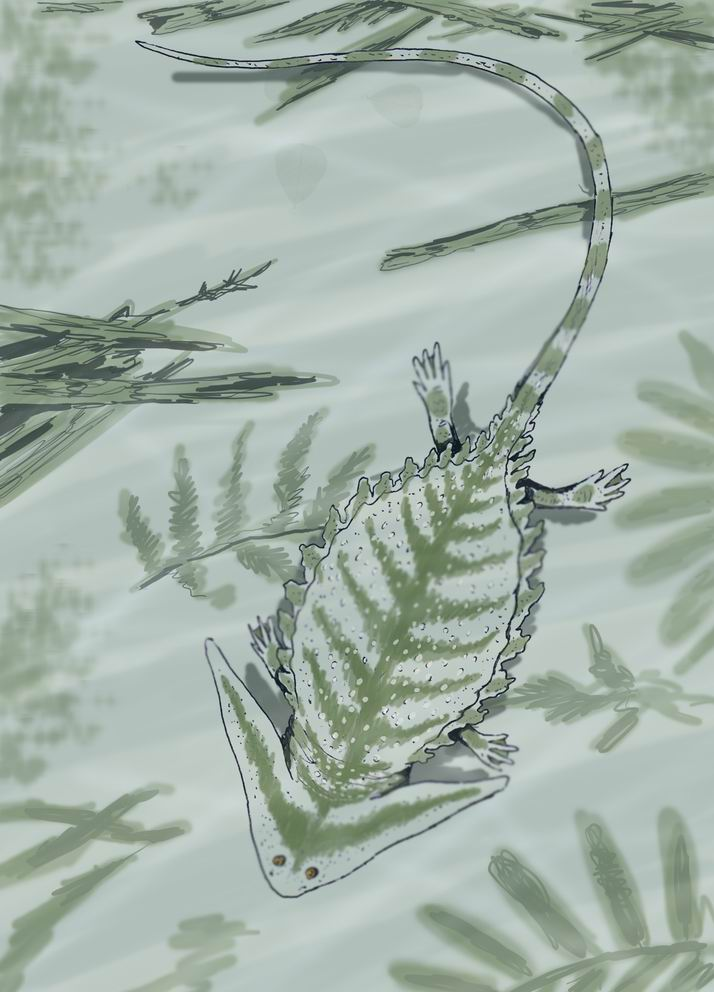
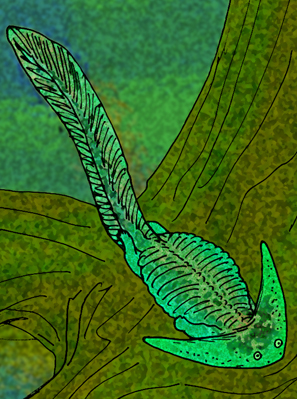
D. magnicornus
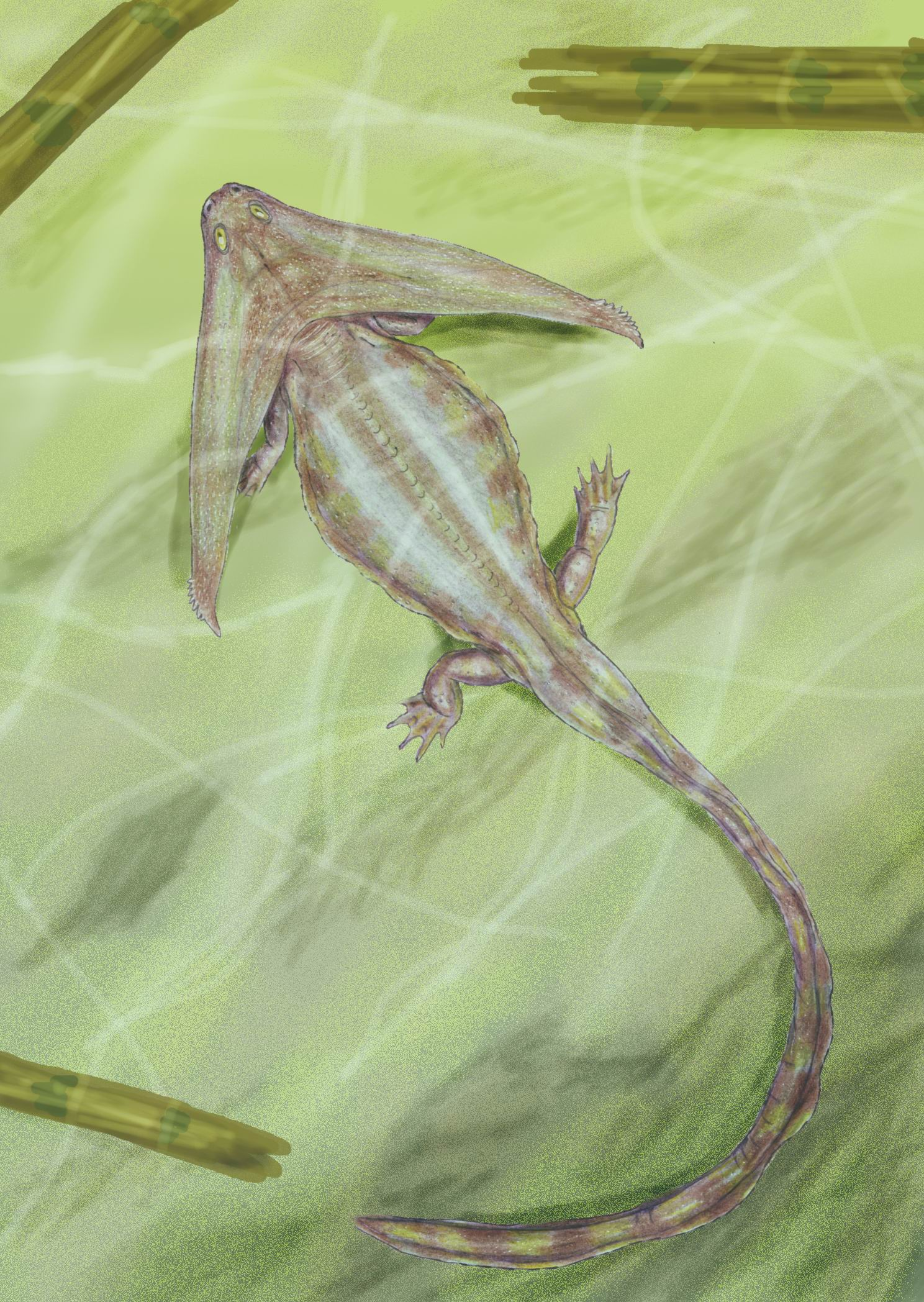
近縁種 Diploceraspis burkei
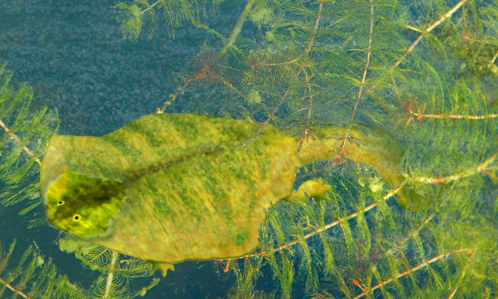
背部皮膚に覆われたディプロカウルスの想像図